# Ambitle
Ambitle è un'isola vulcanica appartenente alle Isole Feni, situate al largo delle coste orientali della Nuova Irlanda,  Papua Nuova Guinea.

## Geografia
Il territorio è caratterizzato dalla presenza di uno stratovulcano risalente al Pliocene, con una caldera larga circa 3 km. L'unica attività riguarda alcune fumarole, pozze di fango e sorgenti termali situate sul versante occidentale della caldera. Il clima è tropicale umido ed è interamente ricoperta di foresta pluviale.